# انتخابات میان‌دوره‌ای
انتخابات میان‌دوره‌ای به منظور تکمیل سمت‌های انتخابی که میان انتخابات‌های عمومی خالی شده‌اند برگزار می‌شود.
در بسیاری از اوقات این انتخابات به خاطر مرگ یا استعفای یک فرد انتخابی برگزار می‌شود. با این حال احتمال برگزاری این انتخابات به دلیل از دست رفتن صلاحیت یک فرد برای یک سمت (به خاطر برگزاری انتخابات برکناری، ترفیع به نجیب‌زادگی، محکومیت کیفری یا عدم حضور حداقلی در جلسات) وجود دارد. گاهی نیز این انتخابات زمانی برگزار می‌شود که نتایج انتخابات یک حوزه به خاطر تخلفات از قانون انتخابات ابطال شود.

## خاستگاه
روند انتخاب کرسی‌های خالی در پارلمان اصلاحات انگلستان در سدهٔ ۱۶ میلادی توسط توماس کرامول ایجاد و توسعه یافت. تا پیش از آن کرسی یک شخص مرده تا پایان دوره خالی می‌ماند. کرامول انتخاباتی نو ایجاد کرد که پس از تعیین زمان از سوی شاه برگزار می‌شد تا کرسی‌های خالی‌شده در حوزه‌های انتخابی مربوط تعیین تکلیف شوند. با این ترفند کرسی‌های خالی به هم‌پیمانان شاه می‌رسید.
انتخابات‌های میان‌دوره‌ای در طول پارلمان‌های چارلز دوم انگلستان که به ۱۸ سال رسید، اصلی‌ترین ابزار برای ورود به مجلس عوام محسوب می‌شد.

## آمریکا
این انتخابات در ایالات متحده با عنوان انتخابات ویژه شناخته می‌شوند.